# ヨセフとポティファルの妻 (グエルチーノ)
『ヨセフとポティファルの妻』（ヨセフとポティファルのつま、伊: Giuseppe e la moglie de Putifarre、英: Joseph and Potiphar's Wife）は、17世紀イタリア・バロック期の巨匠グエルチーノが1649年にキャンバス上に油彩で制作した絵画である。『新約聖書』中の「創世記」 (39章7-20) にあるヨセフのエピソードを主題としている。本来、レッジョ・エミリアのアウレリオ・ザネッティに委嘱された。その後、イギリスの数々の所有者を経て、1986年にワシントン・ナショナル・ギャラリーに購入され、以来、同美術館に展示されている。

## 作品
「創世記」には、嫉妬深い兄弟たちに売られたヨセフがファラオの侍従長ポティファルに買われた物語が叙述されている。ポティファルに仕えたヨセフはポティファルの信頼を得るも、彼の妻はヨセフが気に入り、彼を誘惑しようと何度か試みた。
このエピソードを描くために、グエルチーノは4分の3身体像の形式でヨセフとポティファルの妻を鑑賞者に近づけ、ベッド、皺になったシーツ、贅沢なカーテンで画面を満たしている。ポティファルの妻が剛健でハンサムなヨセフに手を伸ばす一方、ヨセフは力いっぱい逃れようともがく。しかし、彼女は彼の鮮やかな青色の衣服をしっかりと掴み、その衣服は脱げて、彼はコマのように回転している。ヨセフは、なすすべもなく悪だくみにはまっている。宝石を身に着け、自信に満ちたポティファルの妻は、後にヨセフが彼女を強姦したと非難するためにその衣服を利用したのである。　
誘惑者ポティファルの妻の横顔に繊細な光を当て、グエルチーノは彼女の欲望が計略に変わる瞬間を表している。画家の物語描写が明快で雄弁であるとしたら、彼の道徳的意味合いの表現は微妙なものである。ポティファルの妻の美しさが彼女の邪悪さを隠しているように、この絵画の目に見える欲望は正しい行いに関する謹厳な教訓を奥に隠しているのである。